# Il bouquet rosso
Il bouquet rosso (高橋 留美子 傑作集 赤い花束?, Takahashi Rumiko Kessakushu – Akai Hanataba) è un manga di Rumiko Takahashi, terzo volume della serie antologica Rumic Theater pubblicato in Giappone nel 2005 ed edito in Italia dalla Star Comics nel novembre 2006 (Storie di Kappa 143). Un solo volume per sei racconti brevi che affrontano con sensibilità tematiche mature come l'adattamento alla vita adulta e il rapporto fra genitori e figli nel Giappone contemporaneo. Le prime tavole di alcuni racconti sono a colori, per un totale di 24 pagine.

## Capitoli
La data di pubblicazione giapponesi si riferiscono all'edizione su Big comic original dell'editore Shogakukan.
| Nº | Titolo italiano                                       | Data di prima pubblicazione | Data di prima pubblicazione |
| Nº | Titolo italiano                                       | Giapponese                  |                             |
| 1  | Andata/ritorno in giornata: un sogno lungo un viaggio | 5 marzo 2000                |                             |
| 2  | Father graffiti                                       | 20 febbraio 2001            |                             |
| 3  | In vacanza con la suocera                             | 20 marzo 2004               |                             |
| 4  | Help                                                  | 5 maggio 2003               |                             |
| 5  | Il bouquet rosso                                      | 20 giugno 2002              |                             |
| 6  | Permanent love                                        | 20 febbraio 2005            |                             |